# إيلي لونغ
إيلي لونغ (بالإنجليزية: Eli Long) هو ضابط أمريكي، ولد في 16 يونيو 1837 في مقاطعة ودفورد في الولايات المتحدة، وتوفي في 5 يناير 1903 في بلينفيلد (نيوجيرسي) في الولايات المتحدة.